# Žlebské Chvalovice
Žlebské Chvalovice jsou obec v okrese Chrudim v Pardubickém kraji. Žije zde 142 obyvatel.

## Historie
První písemná zmínka o obci pochází z roku 1391, kdy ji Jan z Chvalovic prodal řádu německých rytířů v Drobovicích. Lze předpokládat, že byla založena dříve.

## Obyvatelstvo
| Rok            | 1869 | 1880 | 1890 | 1900 | 1910 | 1921 | 1930 | 1950 | 1961 | 1970 | 1980 | 1991 | 2001 | 2011 | 2021 |
| -------------- | ---- | ---- | ---- | ---- | ---- | ---- | ---- | ---- | ---- | ---- | ---- | ---- | ---- | ---- | ---- |
| Počet obyvatel | 373  | 422  | 415  | 444  | 490  | 476  | 456  | 416  | 365  | 307  | 200  | 115  | 88   | 94   | 140  |
| Počet domů     | 55   | 60   | 62   | 70   | 77   | 81   | 94   | 112  | 105  | 102  | 83   | 110  | 110  | 115  | 120  |

## Obecní správa
Mezi lety 1869–1976 Žlebské Chvalovice byly obcí v okrese Čáslav (1869–1950) a později v okrese Chrudim. Od 30. dubna 1976 do 31. prosince 1991 patřily jako část města k Ronovu nad Doubravou a od 1. ledna 1992 jsou opět samostatnou obcí.

### Části obce
- Žlebské Chvalovice
- Žlebská Lhotka

### Obecní symboly
Znak a vlajka byly obci uděleny rozhodnutím předsedy Poslanecké sněmovny Parlamentu České republiky dne 12. května 2016.

## Galerie

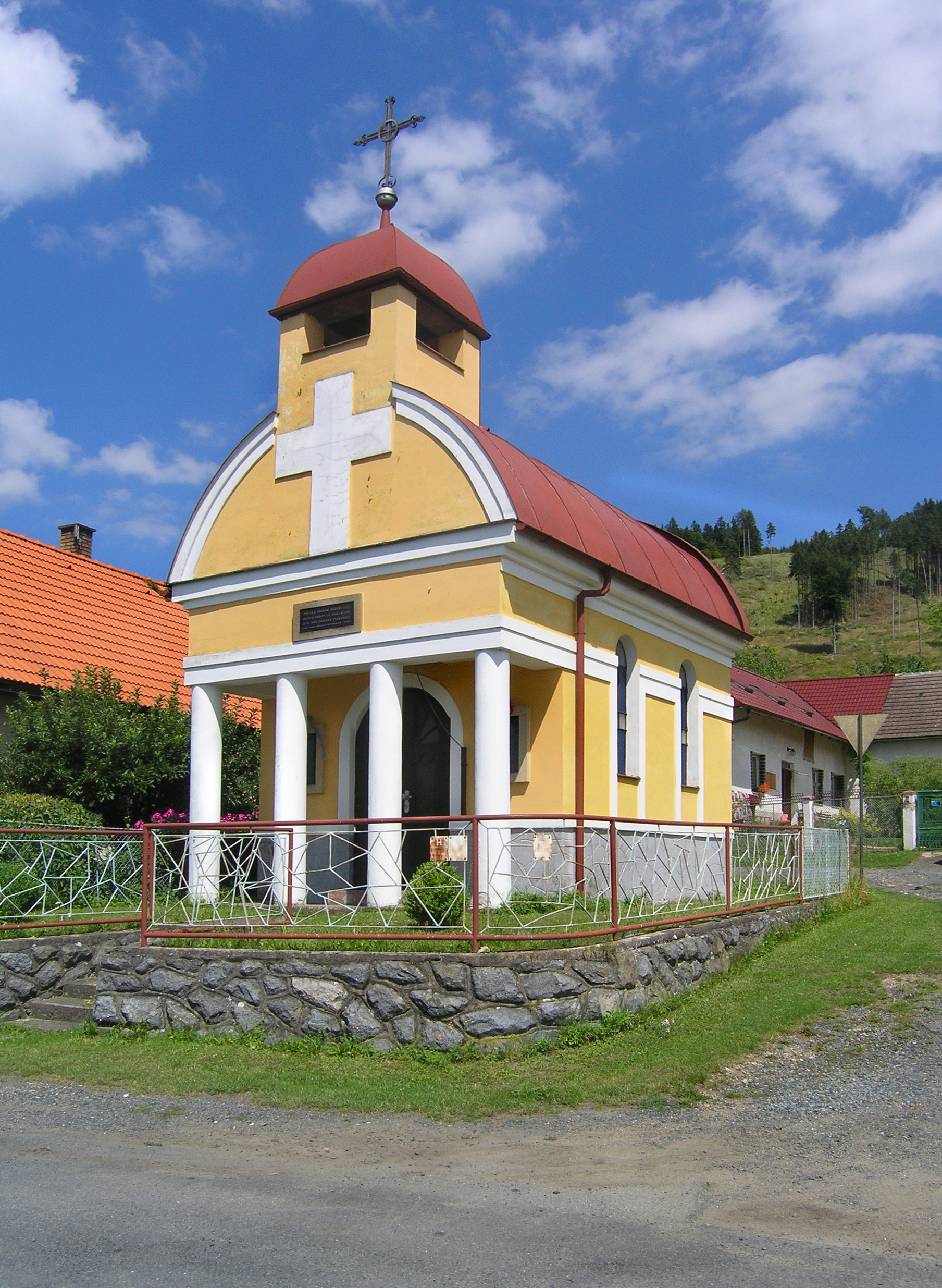
Kaple v jižní části vesnice
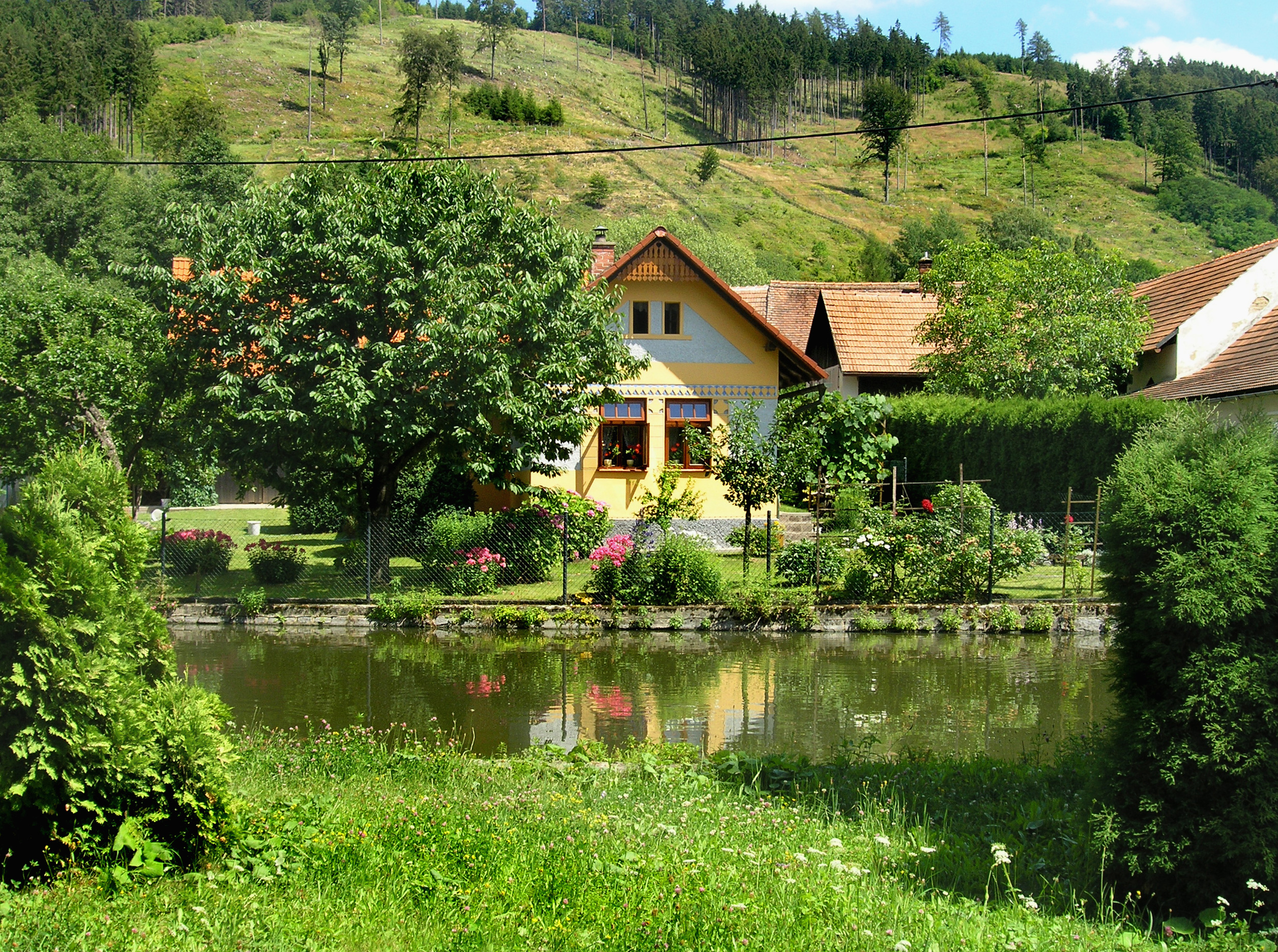
Rybník na návsi, v pozadí Železné hory